# 亞洲先生競選
亞洲先生競選（英語：Mr. Asia Contest），簡稱亞生，是亞洲電視於2005年及2011-2014年舉辦的一個男士選美活動，前身為1998年及1999年舉辦的香港男士競選。和亞洲小姐一樣，參加者不限於香港。
第一屆決賽於2005年7月16日舉行，以「亞洲先生、勁爆亞洲」為口號。突顯21世紀亞洲男士新形象，除了外型、言行和舉止外，亦要具有高智慧及內涵。
2006年，亞洲電視宣佈停辦一屆，表示2007年將會如常舉辨，但於該年亞洲電視同樣沒有舉辦亞洲先生。直至2011年才再次舉辦亞洲先生至2014年。2012年亞洲先生競選冠軍朱曉輝於競選期間超期滯留香港，4000裸照流出，又傳被藝人陳冠希父親陳澤民包養，大會最終未取消其冠軍資格。2013年候選人高喜民被揭同志賣淫事件，亞視宣布取消其參賽資格。
隨著香港政府於2015年4月1日宣佈不再為亞洲電視給予續牌，亞洲先生競選步入歷史。

## 歷屆得獎者
| 年份 | 舉行日期       | 亞洲先生 冠軍 | 亞洲先生 亞軍 | 亞洲先生 季軍               | 其他獎項及附註 |
| 2005 | 決賽：7月16日  | 趙涌          | 翟威廉        | 林志豪 佳·賓素山 （雙季軍） | 亞洲民族豐采大獎：尹彰培 亞洲猛男大獎：趙涌 最具智慧大獎：趙涌 亞洲親善大使：慕拉·特慕切 全港SMS最受男性歡迎亞洲先生大獎：翟威廉 全港SMS最受女性歡迎亞洲先生大獎：達拾闖·龐柏架 最受傳媒歡迎獎：達拾闖·龐柏架屈 藝員眼中的亞洲先生：達拾闖·龐柏架屈 陽光活力大獎：林志豪 健康俊髮大獎：佳·賓素山 |
| 2011 | 決賽：12月18日 | 邱士峻        | 尹雅嵐        | 林睿                        | 魅男大獎：邱士峻 型男大獎：徐丁 猛男大獎：陳景國、林睿 最受女性歡迎超級男： －冠軍：辻伊吹 －亞軍：林鋒 －季軍：李凱納 |
| 2012 | 決賽：11月18日 | 朱曉輝        | 王凱          | 黃集鋒                      | 亞洲型格大獎：畢萬春 亞洲魅力大獎：張新威 亞洲猛男大獎：張傳奇 最具領袖風範大獎：黃集鋒 最友好兄弟大獎：張新威、陳偉和 最受亞洲小姐歡迎亞洲先生： －冠軍：柯俊威 －亞軍：畢萬春 －季軍：張傳奇                                                                                                   |
| 2013 | 決賽：11月15日 | 鍾昊          | 余健深        | 狄凱亞                      | 亞洲炫帥大獎：鍾昊 最佳情人大獎：楊志仁 亞洲猛男大獎：王鐘 花漾美男大獎：劉建偉 亞洲型格大獎：鍾昊 亞洲魅力大獎：鍾昊 最燦爛笑容大獎：余健深 |
| 2014 | 決賽：10月17日 | 鍾劍輝        | 王暢          | 段生富                      | 型男骏驗大獎：段生富 亚洲魅力大獎：段生富 亞洲猛男大獎：王暢 白马王子大獎：黄胤顶 最友好兄弟大獎：谭永成 最灿烂笑容大獎：叶奥生 最完美形态大奖：王暢 |

|2023||決賽：9月17日||韩昆庭||韩昆庭||韩昆庭||型男骏驗大獎：韩昆庭
亚洲魅力大獎：韩昆庭
亞洲猛男大獎：韩昆庭
白马王子大獎：韩昆庭
最友好兄弟大獎：韩昆庭
最灿烂笑容大獎：韩昆庭
最完美形态大奖：韩昆庭
|}

## 歷屆參賽者
| 年份 | 1                     | 2                  | 3                       | 4                | 5                | 6                  | 7                       | 8                         | 9                     | 10                 | 11                      | 12               | 13                        | 14                     | 15                 | 16                 | 17             | 18               | 19             | 20             | 21             | 22               | 23             | 24             | 25             | 26             | 附注 |
| 2005 | 艾佛士·柏堅遜（印度） | 吳國基（香港）     | 陳射輝（新加坡）        | 張政湧（中國）   | 尹彰培（韓國）   | 翟威廉（香港）     | 達拾闖·龐柏架屈（泰國） | 林志豪（中國）            | 慕拉·特慕切（伊拉克） | 鄭雨傑（香港）     | 佳·賓素山（以色列）     | 趙涌（中國）     | 艾尼瓦爾江·托呼提（中國） | 米素·艾·巴沙（黎巴嫩） |                    |                    |                |                  |                |                |                |                  |                |                |                |                |      |
| 2011 | 塗諾（中國）          | 尹雅嵐（韓國）     | 基遜·基斯汀（烏茲別克） | 李凱納（香港）   | 王子鈞（台灣）   | 辻伊吹（日本）     | 陳景國（中國）          | 艾也·烏林穆迪（馬來西亞） | 徐丁（中國）          | 崔糾范（韓國）     | 謝傑·比薩松（吉爾吉斯） | 林睿（香港）     | 邱士峻（台灣）            | 羅廣森（香港）         | 陳冠寧（中國）     | 林鋒（泰國）       |                |                  |                |                |                |                  |                |                |                |                |      |
| 2012 | 般奴（香港）          | 董鵬（中國）       | 薩拉迪亞（印度）        | 魏智雄（韓國）   | 周帥（中國）     | 黃均偉（香港）     | 畢萬春（中國）          | 沙力（馬來西亞）          | 柯俊威（香港）        | 陳偉和（新加坡）   | 朱曉輝（中國）          | 王凱（泰國）     | 尤里（俄羅斯）            | 梁漢宇（香港）         | 李思桐（中國）     | 陳曉磊（中國）     | 黃集鋒（香港） | 車恩俊（中國）   | 陳俊原（香港） | 何明軒（中國） | 張傳奇（中國） | 亞歷士（俄羅斯） | 羅駿宇（香港） | 張新威（台灣） | 王清重（中國） | 黃偉燐（澳門） |      |
| 2013 | 張詩勇（中國四川）    | 喬冠文（中國北京） | 黃威文（香港）          | 鍾昊（中國廣州） | 吳允瀚（台灣）   | 劉梓豪（中國北京） | 王鍾（中國江蘇）        | 江宏恩（泰國）            | 趙之健（中國廣州）    | 王磊（中國廣西）   | 崔宰源（韓國）          | 李健（韓國）     | 楊志仁（香港）            | 余健深（馬來西亞）     | 狄凱亞（菲律賓）   | 劉建偉（中國北京） | 李大衛（香港） | 大塜寬之（日本） |                |                |                |                  |                |                |                |                |      |
| 2014 | 林志勇（香港）        | 段生富（緬甸）     | 葉奧生（柬埔寨）        | 朴永淏（韓國）   | 王暢（中國廣州） | 鍾劍輝（中國廣州） | 陳子超（美國）          | 譚永成（泰國）            | 徐志航（中國深圳）    | 劉毅輝（中國湖南） | 簡馬克（菲律賓）        | 蔡昆庭（新加坡） | 鄭國偉（香港）            | 賴樵育（台灣）         | 黃胤頂（馬來西亞） | 郭佳瑋（中國北京） |                |                  |                |                |                |                  |                |                |                |                |      |

## 選舉方法

### 2012年
第一輪全球投票，全球觀眾透過亞視網站就可從26位入圍候選亞洲先生中選出16強。16強結果全由全球投票決定，投票由2012年11月5日下午4時開始至2012年11月10日晚上11時59分。其後因有兩位選手同票而而有18位選手進入決賽。第二輪全球投票從18強候選亞生中，選出冠軍。票數將每日累積計算，總票數與大會評判團的評分各佔五成。

## 司儀
- 2005年：陳　煒、朱慧珊、楊　崢
- 2011年：林韋辰、戚黛黛
- 2012年：林韋辰、張家瑩、顏子菲、蔡國威
- 2013年：蔡國威、蔡梓銘、張家瑩、顏子菲

## 競選評判
- 2005年：

大會評判：薛芷倫、馬詩慧、郭由美子、李順愛、康虞茱迪、王小鳳、許茹芸
亞洲猛男大獎評判：梁小冰、葉蘊儀、施念慈、姚安娜、黎海珊、李麗蕊、李韡玲
亞洲民族豐采大獎評判：連　凱、葉山豪、尹子維、吳嘉龍、王合喜
- 2011年：

大會評判：Kim Robinson、馬詩慧、鄭兆良、薛芷倫、羅 霖、黃錦康、榮雪梅
型男大獎評判：王 欣、Cara G.、Alice B.、車志健、董家俊
智囊評判：何敬豐、楊海燕、姜皓文、劉香萍、黃詩慧、許 瑩、維他·芝寶絲娃、于天龍
- 2012年：

大會評判：本田尤美子、李東田、萬寶寶、琦琦、朱慧珊、白雲峰、何國鉦
亞洲型格大獎評判：鄭紹康、Jocelyn Sandstrom、許瑩、胡敏珊、Jessica C.、Ana R.、王欣、林莉、張文慈、陳錫文、Santino、塗諾、林睿、邱士峻、姜皓文、徐丁、Anthony Sandstrom、傅湛杰
- 2013年：

大會評判：羅霖、馬偉明、林燕妮、高文安、李力持、孫佳君、陳灝而
型男美女評判團：姜浩文、朱曉輝、王凱、黃集鋒、林睿、徐丁、齊真晨、劉子蔥、馬星、齊蕙盈、楊正軍、何希雯、舒宇

## 競選場地
- 2005年：數碼港
- 2011年－2014年：亞洲電視大埔總台

## 口號
- 2005年：亞洲先生、勁爆亞洲
- 2011年：尋找亞洲超級男
- 2012年：卓越非凡 強者風範
- 2013年：亞洲炫帥 一統美男天下
- 2014年：型男駿現·風雲亞洲